# Kharkiv V-2

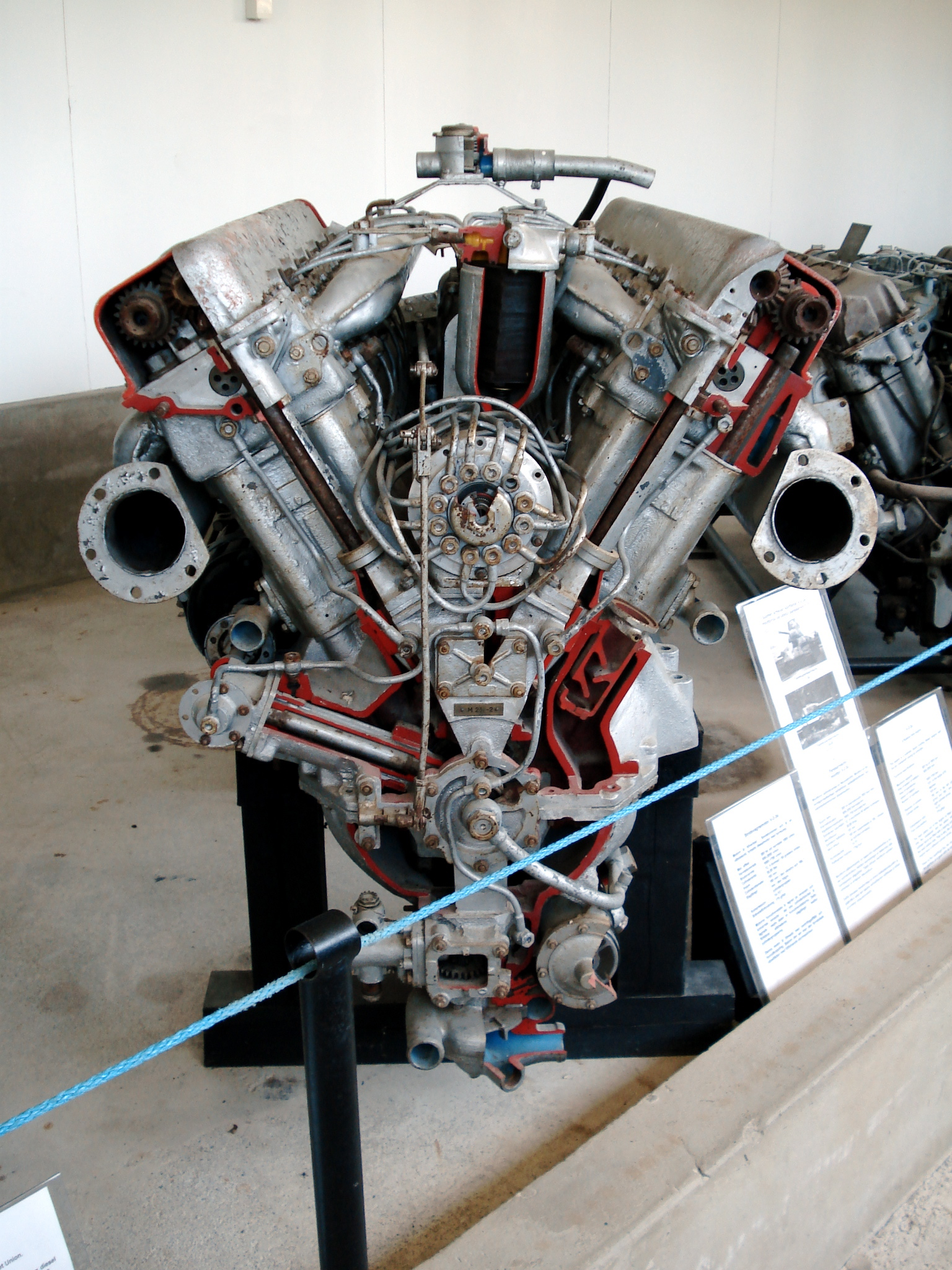
Motor (V-2-34) do Tanque Soviético T-34 em exibição no Museu de Tanques de Parola. Algumas peças foram removidas ou cortadas para mostrar o interior.

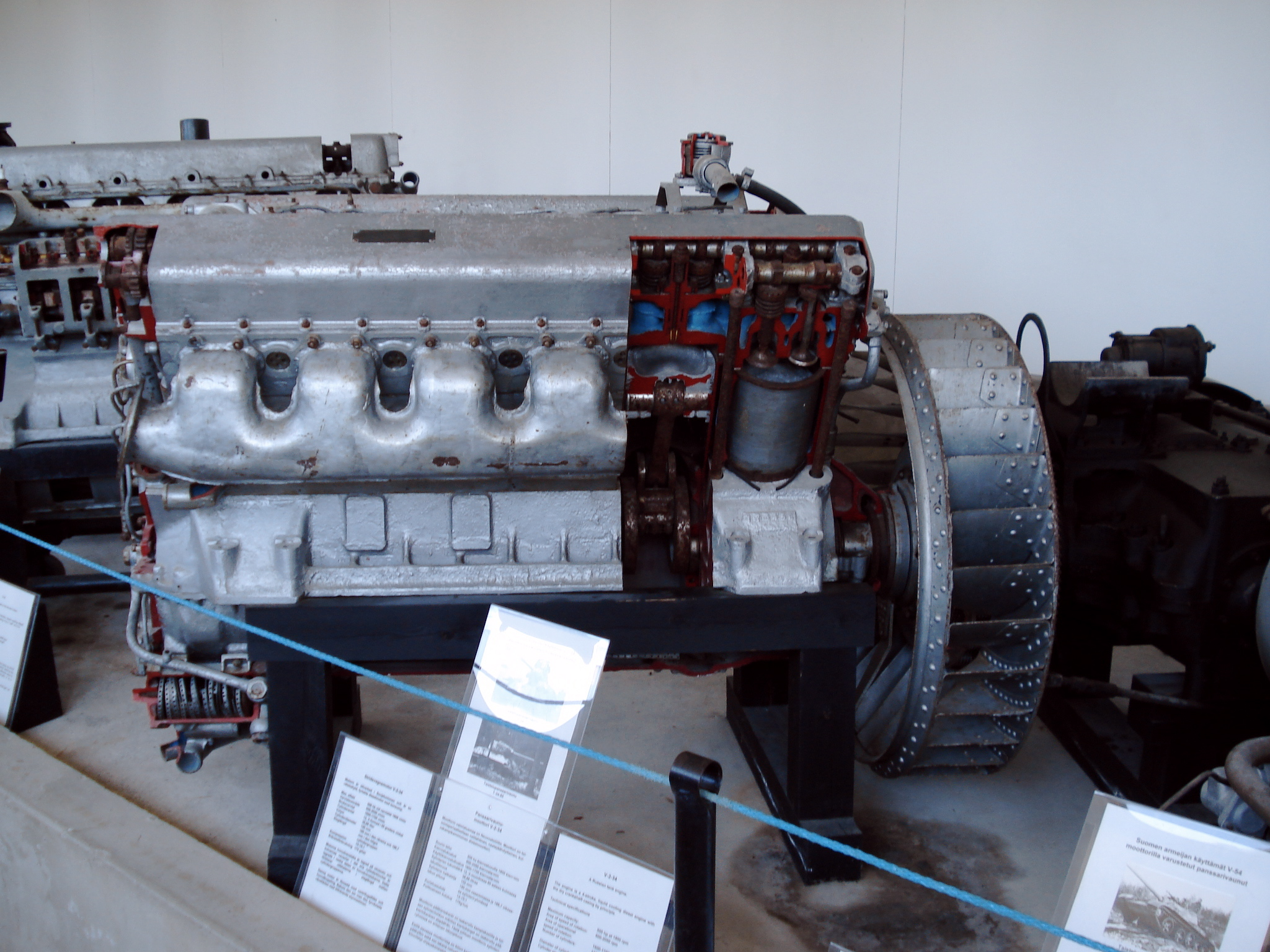
Outro ângulo do motor.

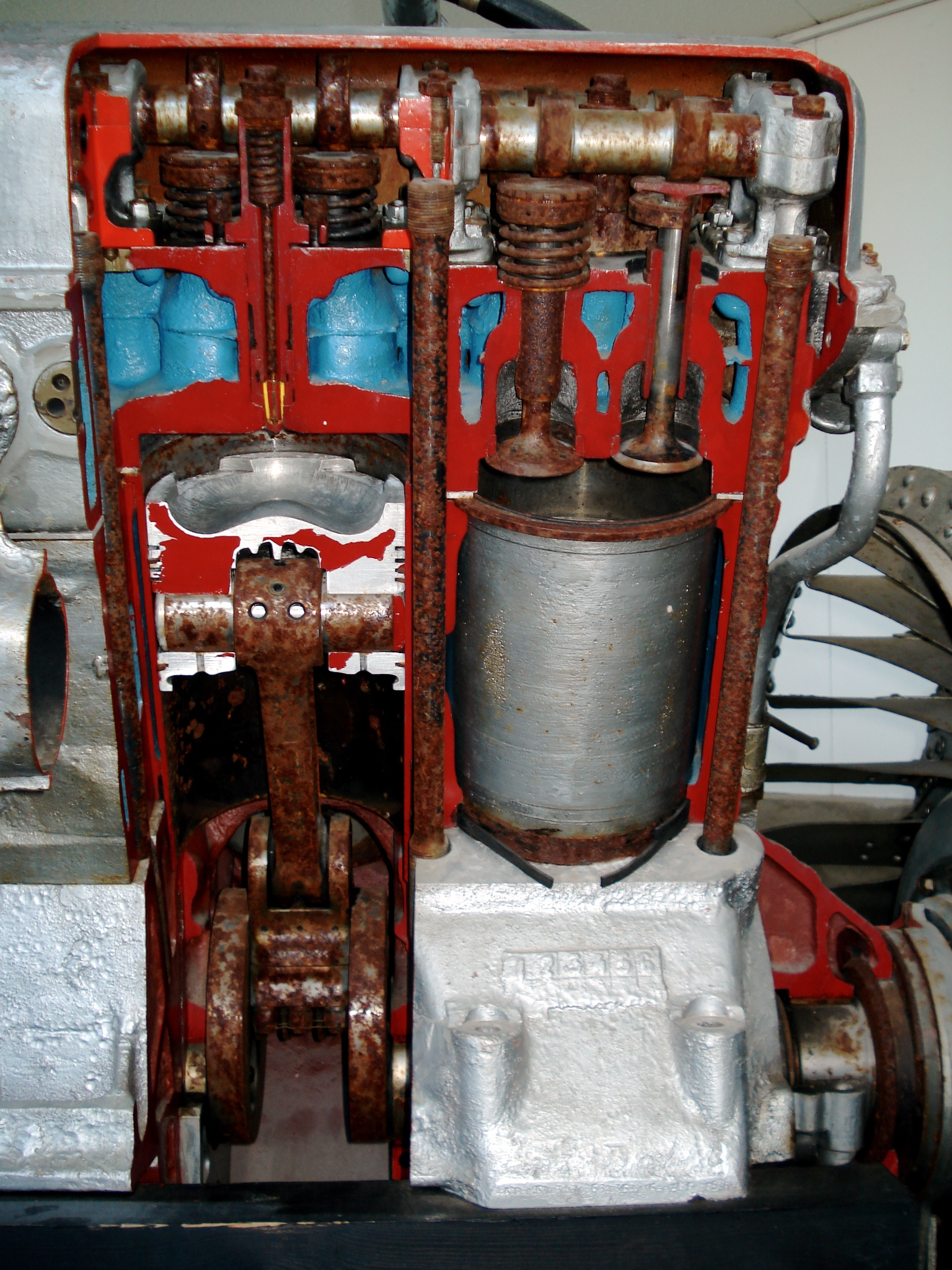
Visão do cilindro.

O Kharkiv V-2 (em russo: В-2, transliteração alemã: W-2) foi um Motor V12 a diesel Soviético para tanques de guerra projetado na Fábrica de Locomotivas de Kharkiv por Konstantin Chelpan e sua equipe. Pode ser encontrado nos tanques BT-7M (BT-8), T-34, KV, IS e IS-10 (T-10), e nos veículos baseados nestes, como o SU-85 e o SU-100 baseados no T-34 e ISU-122. Pode também ser encontrado no ISU-152 baseado no IS-2. Ao longo de sua vida de produção, a potência variava entre 450 e 700 hp.
- Cilindrada: 38.8 L (2,367.7 cu in)
- Diâmetro: 150 mm (5.9 in)
- Curso: 180 mm (7.1 in) nos cilindros do lado esquerdo e 186 mm (7.3 in) do lado direito
- Torque: 220 kgf·m (2,157.5 N·m; 1,591.3 lbf·ft).

## Versões
- V-2: Modelo de produção inicial, 1937. Usado no BT-7M (BT-8).
- V-2-34: V-2 com montantes, conectores de combustível e refrigeração revisados e embreagem melhorada, 1939. Usado no T-34, SU-85 e SU-100. Produzia 500 hp a 1800 RPM.
- V-2K: V-2 com uma pressão de injeção aumentada e maior velocidade do motor, 1939. Usado no KV-1 e KV-2. Produzia 600 hp.
- V-2V: V-2 para uso em veículos leves, 1940. Usado nos tratores de artilharia Voroshilovets. Produzia 375 hp.
- V-2L/P: V-2 modificado para barcos, mas não foi construído.
- V-2SN (Нагнетатель системы, sistemas de compressor): V-2 com um compressor do motor aeronáutico Mikulin AM-38, 1940. Usado no KV-3. Produzia 862 hp.
- V-2-10 (V-2IS): V-2 com cilindros e cabeçote mais fortes, bomba de combustível melhorada, radiador maior e montantes modificados, 1943. Usado no IS-2, ISU-122, ISU-152 e T-10. Produzia 520 hp.
- V-2-450AV-S3: V-2 modificado para equipamento de exploração de petróleo. Produzia 450 hp.